# 5月18日
5月18日（ごがつじゅうはちにち）は、グレゴリオ暦で年始から138日目（閏年では139日目）にあたり、年末まではあと227日ある。

## できごと

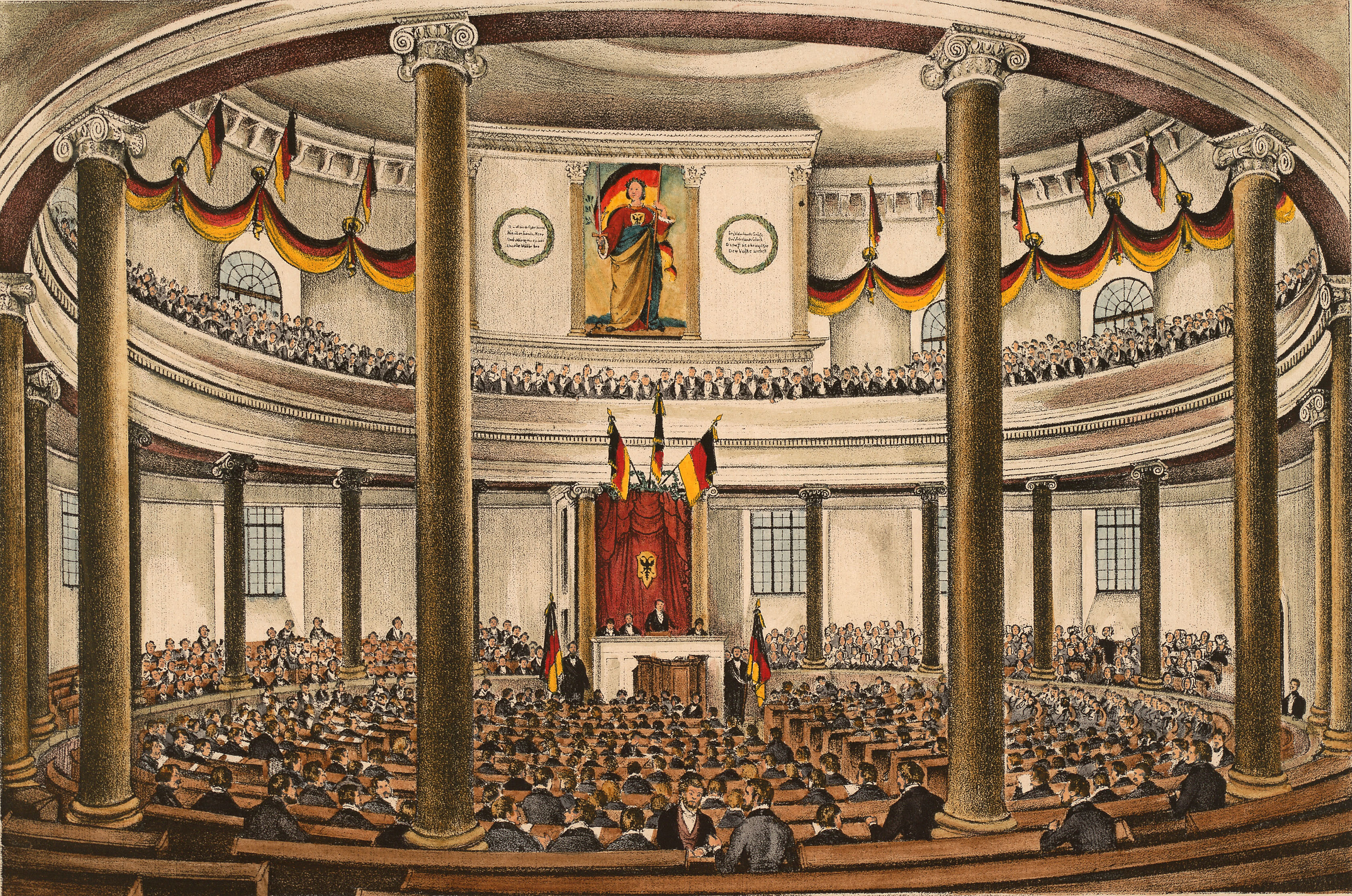
フランクフルト国民議会開会(1848)

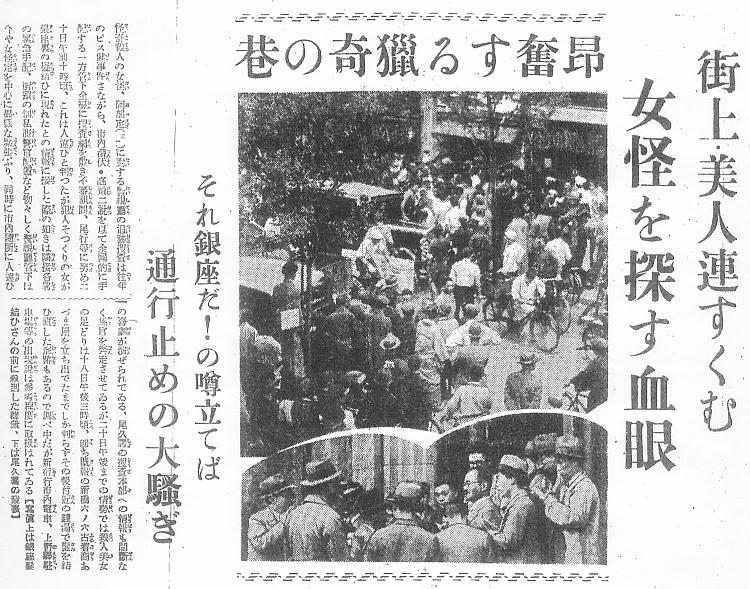
阿部定事件(1936)。画像は21日の新聞。

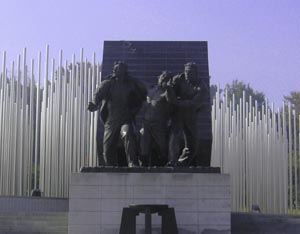
韓国の民主化運動、光州事件(1980)

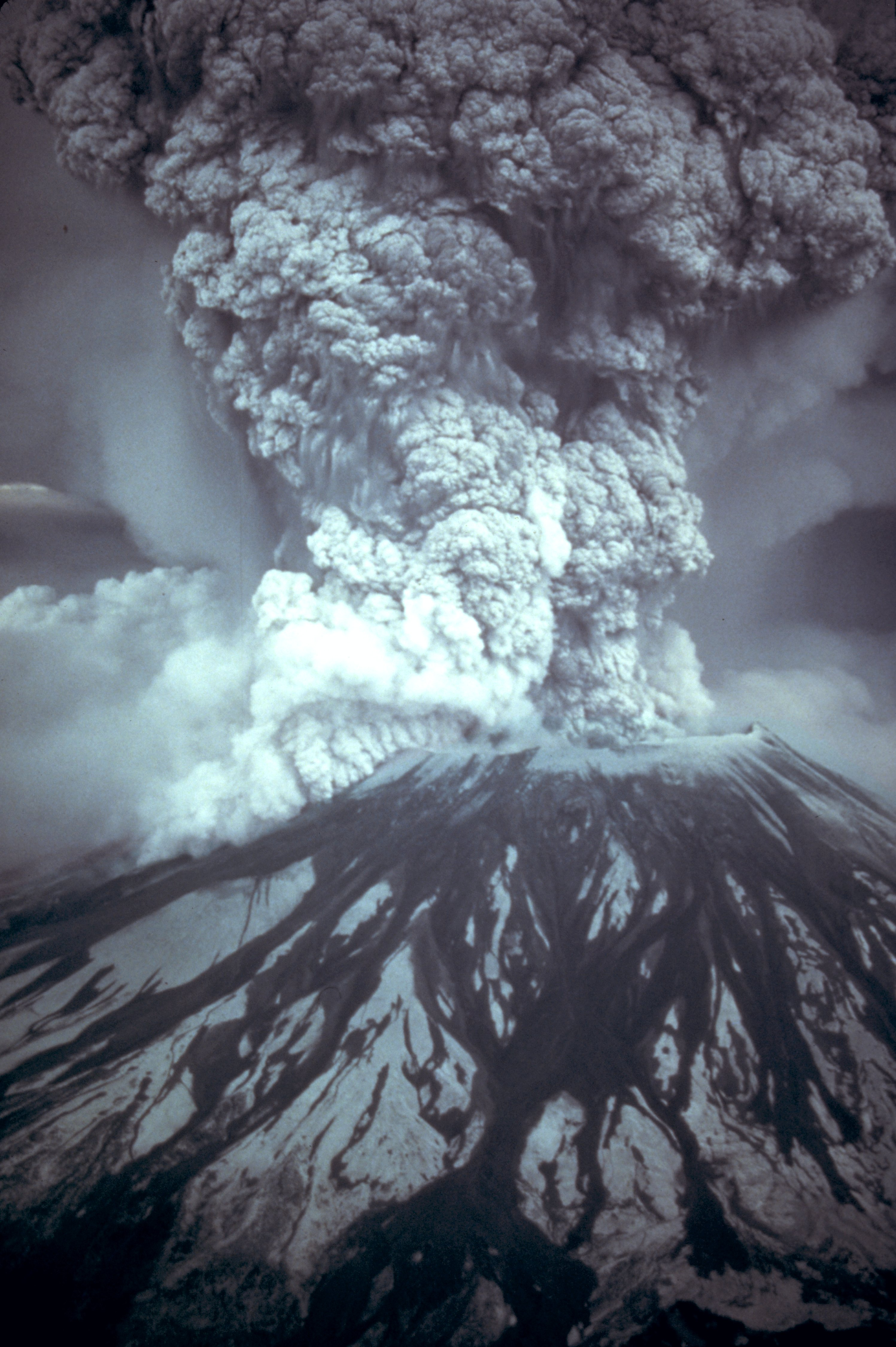
セント・ヘレンズ山噴火(1980)

- 1152年 - 2か月前にフランス王ルイ7世と離婚したばかりのアリエノール・ダキテーヌがアンジュー伯アンリ（後のイングランド王ヘンリー2世）と結婚。
- 1268年 - アンティオキア公国がマムルーク朝スルタン・バイバルスにより滅亡。
- 1584年（天正12年4月9日） - 長久手の戦い。
- 1729年（享保14年4月21日） - 将軍徳川吉宗の子と偽り勘定奉行・稲生正武に見破られた天一坊改行が処刑される。（天一坊事件）
- 1756年 - イングランドがフランスに宣戦布告し、七年戦争が始まる。
- 1775年 - 大陸海軍が初代「エンタープライズ」を「ジョージ」という艦名で取得する。
- 1803年 - ナポレオン戦争: イギリスがアミアンの和約を破棄してフランスに宣戦。
- 1804年 - フランス上院がナポレオン・ボナパルトを皇帝に推挙。
- 1811年 - ウルグアイ独立戦争: ラス・ピエドラスの戦い。
- 1848年 - フランクフルト国民議会が開会する。
- 1863年 - 南北戦争: ビックスバーグの包囲戦が始まる。
- 1875年 - コロンビアのククタでマグニチュード7.5の地震。コロンビアとベネズエラで壊滅的被害。（ククタ地震）
- 1896年 - アメリカ最高裁がプレッシー対ファーガソン裁判で、「公共施設での黒人分離は人種差別に当たらない」(分離すれども平等)とする判決。
- 1899年 - ロシア皇帝ニコライ2世の提唱によりオランダのハーグで第1回万国平和会議が開会。7月29日まで。
- 1901年 - 片山潜・幸徳秋水らが社会民主党を結成。5月20日に政府により禁止される。
- 1927年 - バス学校爆破事件。
- 1933年 - ニューディール政策の重要政策であるテネシー川流域開発公社を設置する法律が成立。
- 1936年 - 阿部定事件。
- 1941年 - 茨城県延方村（現潮来市）地先利根川で定員超過の汽船『水郷丸三十号』（4トン）が転覆。鹿島神宮、香取神宮に向かう団体客など49人が死亡[1]。
- 1944年 - 第二次世界大戦: モンテ・カッシーノの戦いが終結。
- 1947年 - 南京で中華民国憲法施行後初めて立法院が招集される。
- 1953年 - ジャクリーン・コクランがF-86 セイバーで1049.83 km/hの記録を出し、初めて音の壁を破った女性となる。
- 1953年 - フィリピン・モンテンルパのニュー・ビリビッド刑務所で減刑・助命の活動をしていた加賀尾秀忍教誨師、歌手・渡辺はま子から前年のクリスマス慰問の際に贈られたアルバム型オルゴールを持ってマラカニアン宮殿を訪問して、エルピディオ・キリノ大統領と会見。オルゴールを贈り、日本人BC級戦犯全員の早期釈放と帰国を要請する。
- 1956年 - 世界4番目の高峰ローツェ主峰がスイス隊により初登頂。
- 1958年 - F-104A戦闘機が2,260km/hの速度記録を達成。
- 1969年 - 「アポロ10号」が打ち上げられる。
- 1970年 - 全国新幹線鉄道整備法公布。
- 1974年 - インドが初の地下核実験を行い、世界6番目の核保有国となる。（インドの核実験 (1974年)）
- 1974年 - ワルシャワラジオ塔が完成。
- 1977年 - 高輪グリーンマンション殺人事件。
- 1978年 - 新潟県妙高高原町で地すべり、それに伴う土石流が発生し新赤倉温泉の温泉街が埋没、死者・行方不明者10人[2]。
- 1980年 - 韓国で光州事件が起こる。
- 1980年 - セント・ヘレンズ山が噴火。北半球の気象に甚大な影響を及ぼす。
- 1990年 - フランスの高速鉄道TGVが鉄道の世界最高速度515.3km/hを記録。
- 1991年 - 北ソマリアがソマリランドとして独立を宣言。
- 1991年 - 福井県敦賀市の高速増殖炉「もんじゅ」で機器据付け完了式典が行われ、試運転を開始。
- 1994年 - 読売ジャイアンツの槙原寛己が史上15人目の完全試合を達成。（槙原寛己の完全試合）
- 2004年 - アリゾナ・ダイヤモンドバックスのランディ・ジョンソンが21世紀最初で史上最年長の完全試合を達成。
- 2007年 - 日本国憲法の改正手続に関する法律（国民投票法）公布。
- 2008年 - 福岡県の鉄道会社西日本鉄道で、九州の鉄道で初めてのICカード乗車券「nimoca」のサービスを開始。
- 2009年 - スリランカ内戦: タミル・イーラム解放のトラ (LTTE) の最高指導者ヴェルピライ・プラバカランが殺害され、LTTEが事実上壊滅[3]。
- 2017年 - 1972年に発生した渋谷暴動事件の中心人物である大坂正明が45年の逃亡の末逮捕される。
- 2018年 - クバーナ航空972便墜落事故が発生。111人が死亡[4]。
- 2018年 - 藤井聡太が竜王戦4組に昇級。竜王ランキング戦連続昇級の昇段規定を満たし、史上最年少（15歳9ヶ月）の七段となる[5]。
- 2018年 - アメリカ合衆国テキサス州でサンタフェ高校銃乱射事件が発生し、10人死亡[6][7]。

## 誕生日

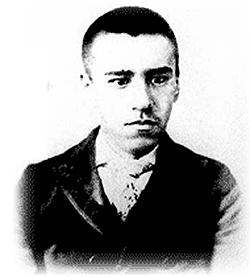
博物学者・民俗学者、南方熊楠(1867-1941)誕生。

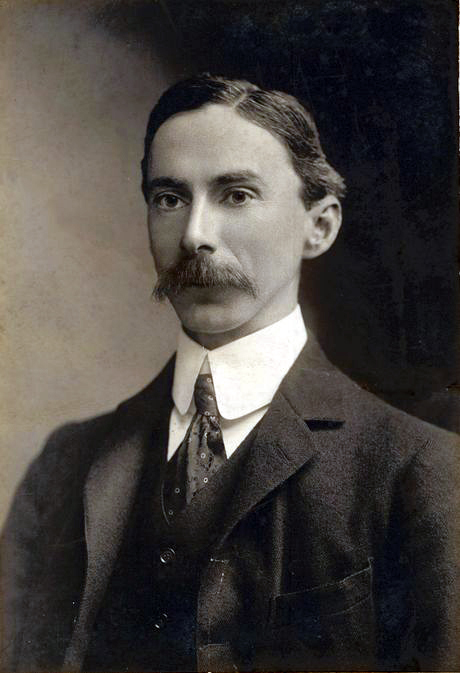
論理学者バートランド・ラッセル(1872-1970)誕生。

- 1048年 - ウマル・ハイヤーム、学者、詩人（+ 1131年）
- 1474年 - イザベラ・デステ、マントヴァ侯夫人（+ 1539年）
- 1616年 - ヨハン・ヤーコプ・フローベルガー、作曲家（+ 1667年）
- 1682年 - シャーフー・ボーンスレー、第5代マラーター王（+1749年）
- 1711年 - ルジェル・ヨシプ・ボスコヴィッチ、天文学者、物理学者、数学者（+ 1787年）
- 1797年 - フリードリヒ・アウグスト2世、ザクセン王（+ 1854年）
- 1804年 - ジュール・デュピュイ、経済学者（+ 1866年）
- 1831年（天保2年4月7日） - 河鍋暁斎、絵師（+ 1889年）
- 1845年（弘化2年4月13日） - 中山忠光、江戸時代末期の公卿（+ 1864年）
- 1850年 - オリヴァー・ヘヴィサイド、電気技師、物理学者、数学者（+ 1925年）
- 1859年（安政6年4月16日） - 横山通英、実業家、政治家（+ 1916年）
- 1867年（慶応3年4月15日） - 南方熊楠、民俗学者（+ 1941年）
- 1868年 - ニコライ2世、ロシアのツァーリ（+ 1918年）
- 1872年 - バートランド・ラッセル、数学者、哲学者（+ 1970年）
- 1873年 - 三室戸敬光、華族、宮内官、政治家、三室戸家9代当主（+ 1956年）
- 1876年 - ヘルマン・ミュラー、ヴァイマル共和政首相（+ 1931年）
- 1880年 - 伊藤平治郎、政治家、実業家、歌人
- 1883年 - ヴァルター・グロピウス、建築家（+ 1969年）
- 1889年 - トマス・ミジリー、化学者（+ 1944年）
- 1891年 - ルドルフ・カルナップ、哲学者（+ 1970年）
- 1892年 - 柳兼子、声楽家（+ 1984年）
- 1892年 - エツィオ・ピンツァ、声楽家（+ 1957年）
- 1895年 - アウグスト・セサル・サンディーノ、革命家（+ 1934年）
- 1897年 - フランク・キャプラ、映画監督（+ 1991年）
- 1899年 - 広沢虎造 (2代目)、浪曲師（+ 1964年）
- 1901年 - ヴィンセント・デュ・ヴィニョー、生化学者（+ 1978年）
- 1902年 - メレディス・ウィルソン、作曲家（+ 1984年）
- 1905年 - 鈴木俊隆、曹洞宗僧侶（+ 1971年）
- 1907年 - クリフォード・カーゾン、ピアニスト（+ 1982年）
- 1909年 - フレッド・ペリー、テニス選手（+ 1995年）
- 1912年 - ペリー・コモ、歌手（+ 2001年）
- 1912年 - リチャード・ブルックス、映画監督（+ 1992年）
- 1912年 - ウォルター・シスル、政治家（+ 2003年）
- 1913年 - 富永直樹、彫刻家（+ 2006年）
- 1913年 - シャルル・トレネ、シャンソン歌手、ソングライター（+ 2001年）
- 1914年 - Pierre Balmain、ファッションデザイナー（+ 1982年）
- 1916年 - 三浦敏一、元プロ野球選手（+ 1997年）
- 1918年 - マッシモ・ジロッティ、俳優（+ 2003年）
- 1919年 - マーゴ・フォンテイン、バレエダンサー（+ 1991年）
- 1920年 - ヨハネ・パウロ2世、ローマ教皇（+ 2005年）
- 1920年 - 前野直彬、中国文学者（+ 1998年）
- 1922年 - 加藤九祚、人類学者（+ 2016年）
- 1923年 - 福岡義登、政治家、元広島県三次市長（+ 2001年）
- 1925年 - 菊池福治郎、政治家（+ 2004年）
- 1927年 - 土屋嘉男、俳優（+ 2017年）
- 1930年 - フレッド・セイバーヘーゲン、SF作家（+ 2007年）
- 1933年 - 藤木洋子、政治家
- 1934年 - 茅陽一、工学者
- 1935年 - 畑山博、小説家（+ 2001年）
- 1937年 - 西岡清吉、元プロ野球選手（+ 2016年）
- 1937年 - ブルックス・ロビンソン、元プロ野球選手（+ 2023年）
- 1939年 - ペーター・グリューンベルク、物理学者（+ 2018年）
- 1939年 - ジョヴァンニ・ファルコーネ、裁判官（+ 1992年）
- 1941年 - 石坂まさを、作詞家、作曲家（+ 2013年）
- 1942年 - ノビー・スタイルズ、サッカー選手、指導者（+ 2020年）
- 1942年 - 田口昻、声優（+ 2016年）
- 1943年 - ジミー・スヌーカ、プロレスラー（+ 2017年）
- 1944年 - 高山忠克、元プロ野球選手
- 1944年 - W・G・ゼーバルト、小説家（+ 2001年）
- 1944年 - アルバート・ハモンド、ミュージシャン
- 1944年 - ユストゥス・フランツ、指揮者、ピアニスト、テレビタレント
- 1946年 - レジー・ジャクソン、元プロ野球選手
- 1946年 - 謝長廷、政治家
- 1947年 - 寺尾聰、俳優、歌手
- 1947年 - ヒュー・キース・バーン、俳優（+ 2020年）
- 1948年 - 加藤英夫、元プロ野球選手
- 1949年 - リック・ウェイクマン、キーボーディスト
- 1949年 - 井上コオ、漫画家
- 1950年 - 東尾修、元プロ野球選手、監督
- 1951年 - カルメン・マキ、歌手
- 1952年 - 松田暎子、女優
- 1952年 - 大友龍三郎、声優
- 1952年 - 秋山孝、イラストレーター、多摩美術大学教授
- 1953年 - 中司得三、元プロ野球選手
- 1955年 - チョウ・ユンファ、俳優
- 1956年 - 尾崎直道、プロゴルファー
- 1957年 - 山崎ハコ、歌手
- 1957年 - 艾未未、現代美術家
- 1957年 - 豊平晋一、元プロ野球選手
- 1959年 - 霞流一、推理作家
- 1960年 - ヤリ・クリ、アイスホッケー選手
- 1960年 - ヤニック・ノア、テニス選手
- 1961年 - 新田万紀子、声優（+ 2018年）
- 1962年 - ジョン・ディーブル、元プロ野球選手、監督
- 1963年 - 飯島真理、歌手
- 1963年 - レネー・ロカ、フィギュアスケート選手
- 1964年 - 成田剣、声優
- 1965年 - 濱口誠、政治家
- 1966年 - 大倉第、元イラストレーター、元児童漫画家（森々れもん）
- 1967年 - ハインツ＝ハラルド・フレンツェン、F1ドライバー
- 1967年 - エリック・ヤング、元プロ野球選手
- 1968年 - 飯田哲也、元プロ野球選手
- 1969年 - 槇原敬之、シンガーソングライター
- 1969年 - 山田学、総合挌闘家
- 1969年 - 八神千歳、漫画家
- 1970年 - 桂三扇、落語家
- 1970年 - 池田伸康、元サッカー選手
- 1970年 - ティナ・フェイ、女優、脚本家
- 1971年 - 谷口信輝、レーシングドライバー
- 1971年 - 武井隆次、元陸上競技選手
- 1971年 - ブラッド・フリーデル、元サッカー選手
- 1972年 - 信田美帆、タレント
- 1972年 - 窪田義行、将棋棋士
- 1973年 - 宇川徹、ロードレーサー
- 1973年 - カズ・ハヤシ、プロレスラー
- 1973年 - ドニエル・マーシャル、元バスケットボール選手
- 1974年 - 無法松、お笑い芸人（ほたるゲンジ）
- 1975年 - ジャック・ジョンソン、シンガーソングライター
- 1977年 - 御徒町凧、詩人、作詞家
- 1977年 - 男色ディーノ、プロレスラー
- 1978年 - 柿崎正澄、漫画家
- 1978年 - リカルド・カルヴァーリョ、元サッカー選手、指導者
- 1978年 - エウトン、元サッカー選手、指導者
- 1978年 - 矢野通、プロレスラー
- 1980年 - 紺野麻里、バスケットボール選手
- 1980年 - 宮本武勇志、キックボクサー
- 1980年 - ルイス・テレーロ、元プロ野球選手
- 1981年 - マアマドゥ・ディアッラ、サッカー選手
- 1981年 - 大岩戸義之、元大相撲力士
- 1982年 - 黒田信哉、アナウンサー
- 1982年 - 川本大輔、元プロ野球選手
- 1982年 - ヤニック・ボヌール、フィギュアスケート選手
- 1983年 - 中村七之助、歌舞伎俳優
- 1983年 - 藤沢あやの、タレント、女優
- 1983年 - やない由紀、タレント
- 1983年 - 島本理生、小説家
- 1984年 - 小林阿古、バスケットボール選手
- 1984年 - 黒崎リコ、元レースクイーン
- 1984年 - 春日伸介、元プロ野球選手
- 1984年 - 原拓也、元プロ野球選手
- 1984年 - 大橋由和、元ラグビー選手
- 1984年 - ホアキム・ソリア、元プロ野球選手
- 1985年 - 眞恵子、元バレーボール選手
- 1985年 - 酒井千佳、気象予報士
- 1985年 - 伊東大輔、野球選手
- 1986年 - 土橋茜子、元近代五種競技選手、元トライアスロン選手、指導者
- 1988年 - 瀬戸康史、俳優
- 1988年 - SOL、歌手（BIGBANG）
- 1988年 - 池田達哉、サッカー選手
- 1988年 - 伊藤竜馬、テニス選手
- 1988年 - 梅村学人、元プロ野球選手
- 1988年 - 高森勇旗、元プロ野球選手、スポーツライター
- 1990年 - 大庭彩歌、歌手、女優（トキヲイキル）
- 1990年 - 大迫勇也、サッカー選手
- 1990年 - 濱田水輝、サッカー選手
- 1990年 - 立岡宗一郎、元プロ野球選手
- 1990年 - 藤井宏政、元プロ野球選手
- 1990年 - 二保旭、元プロ野球選手
- 1990年 - ロバート・クイン、アメリカンフットボール選手
- 1992年 - ヨリック・ヘンドリックス、フィギュアスケート選手
- 1992年 - ニーナ・ペトゥシコワ、フィギュアスケート選手
- 1992年 - 上杉柊平、俳優
- 1993年 - 入江甚儀、俳優
- 1993年 - 江口菜子、声優
- 1993年 - 白崎凌兵、サッカー選手
- 1994年 - 津野美里、アイドル
- 1994年 - 結城モエ、女優、モデル
- 1995年 - 馬場皐輔、プロ野球選手
- 1996年 - 島田翼、タレント
- 1996年 - 角野友基、プロスノーボーダー
- 1996年 - ジョシュ・フレミング、プロ野球選手
- 1996年 - 角野友基、プロスノーボーダー
- 1997年 - 大澤駿弥、歌手（ORβIT）
- 1997年 - 早見紗英、女優、モデル、タレント
- 1997年 - 岡島彩花、タレント、レースクイーン
- 1997年 - きおきお、YouTuber
- 1997年 - 早見紗英、アイドル（元dela、中野風女シスターズ/風男塾(英城凛空名義)）
- 1998年 - メイシー・バーバー、総合格闘家
- 1998年 - 中村亮太、プロ野球選手
- 2000年 - 喜多乃愛、女優
- 2000年 - チェイス・シルセス、プロ野球選手
- 2001年 - 石上泰輝、プロ野球選手
- 2002年 - アリーナ・ザギトワ、フィギュアスケート選手
- 2002年 - 松田杏咲、タレント
- 2003年 - 前川右京、プロ野球選手
- 2003年 - 野島透也、俳優、声優
- 2004年 - 吉岡大翔、陸上競技選手
- 2006年 - ao、シンガーソングライター
- 2006年 - 鈴木佑捺、アイドル（乃木坂46）
- 2008年 - 中村遥香、体操選手
- 生年不詳 - 坂本美里、声優
- 生年不明 - 大城松美、元声優
- 生年不詳 - 沙花叉クロヱ、元バーチャルYouTuber

## 忌日

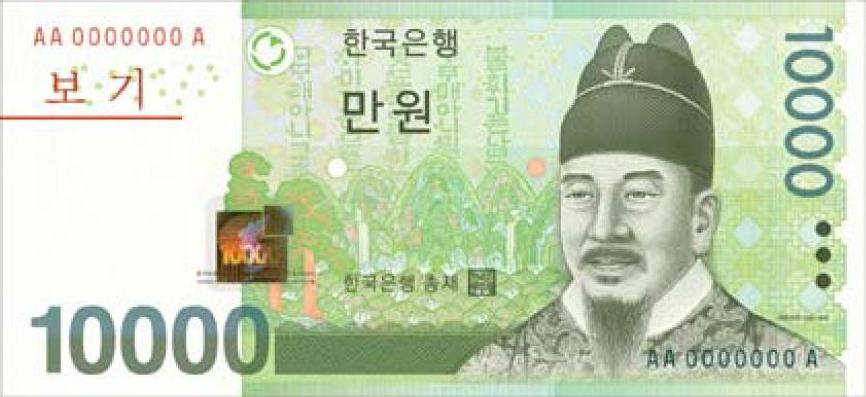
ハングルを制定した李氏朝鮮王、世宗(1397-1450)没。画像は、世宗が描かれている大韓民国10000ウォン紙幣。

[[Image:|thumb|208x208px|]]

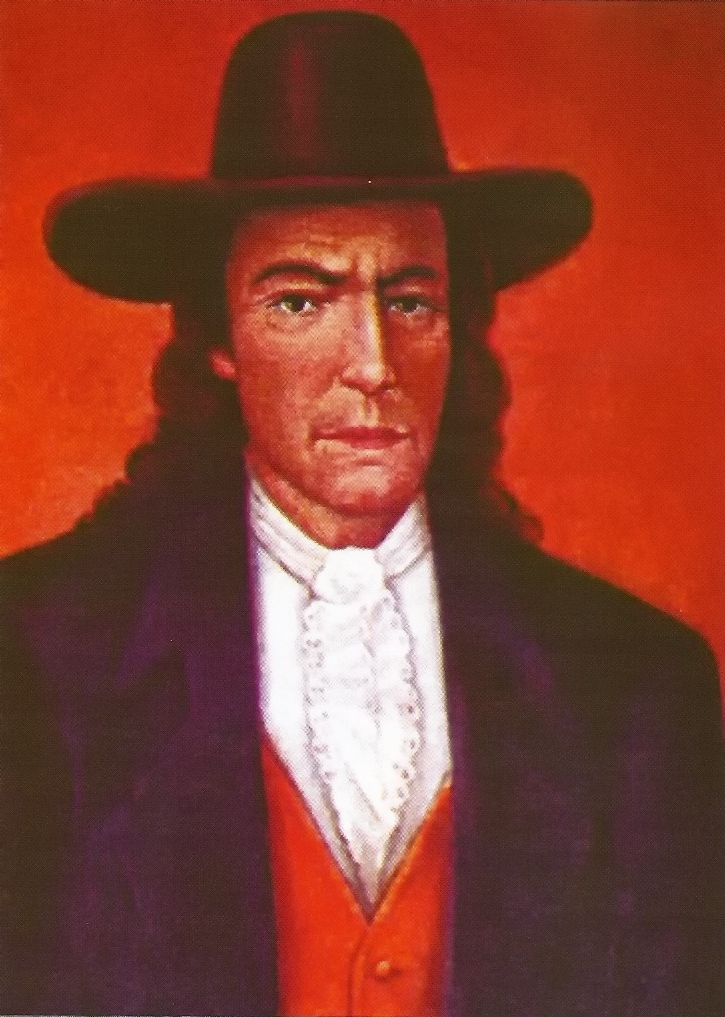
ペルーの反乱指導者ホセ・ガブリエル・コンドルカンキ(1742-1781)刑死。

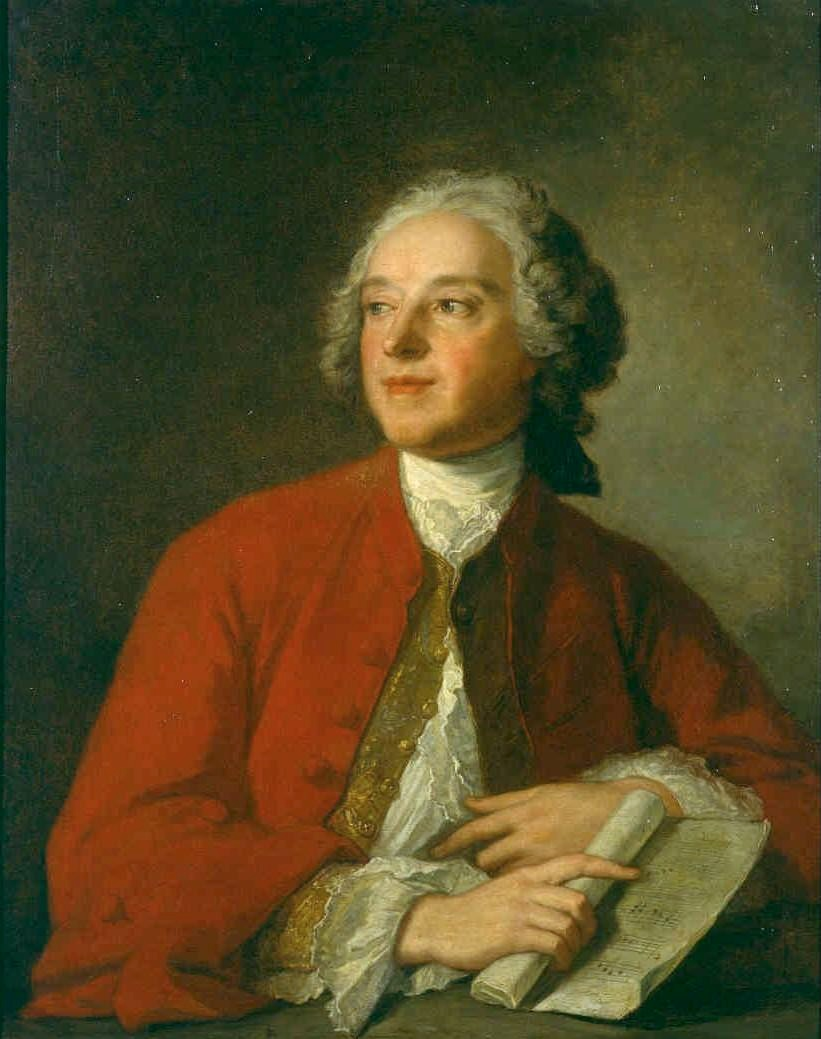
劇作家ボーマルシェ(1732-1799)没。

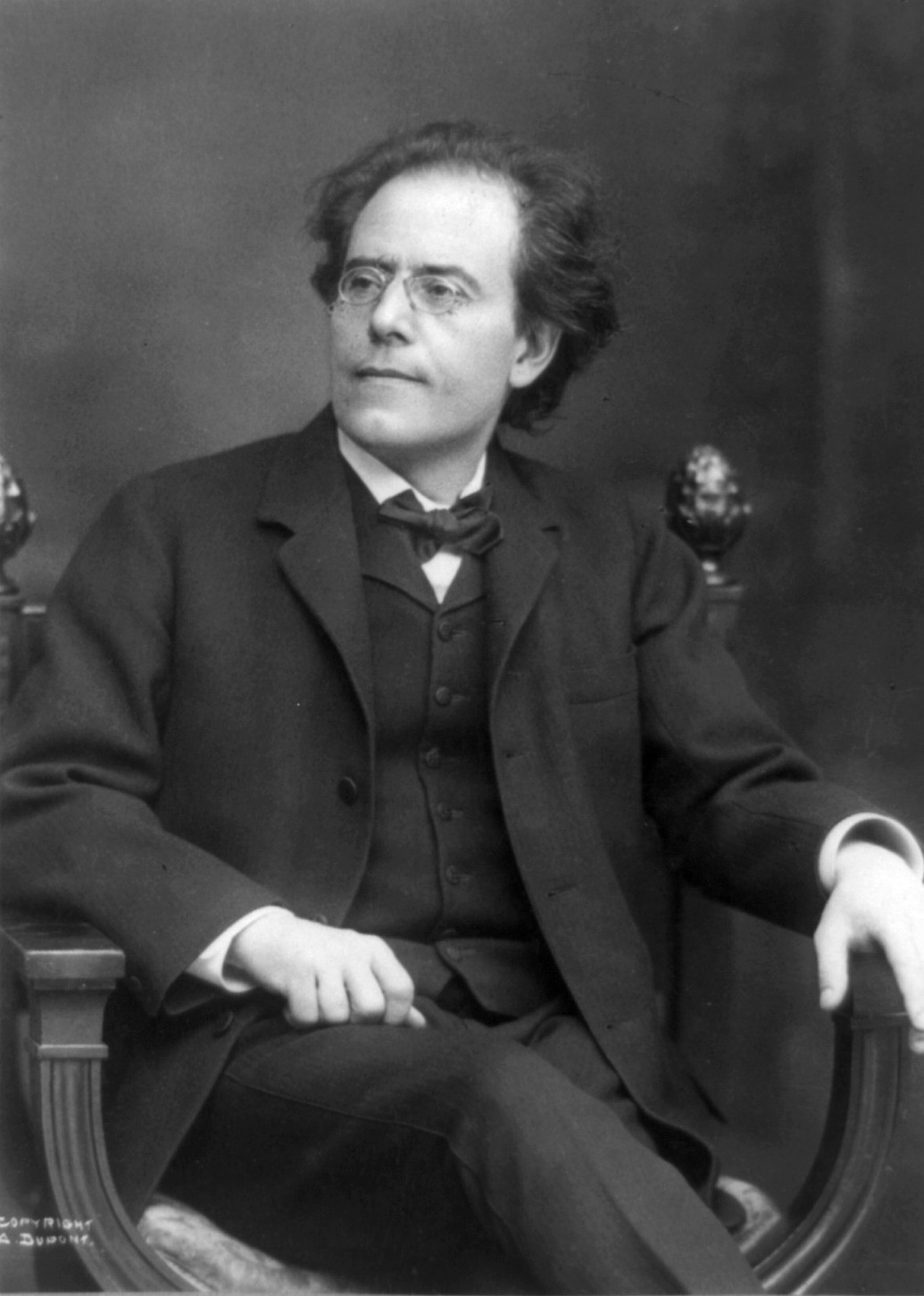
作曲家グスタフ・マーラー(1860-1911)没。

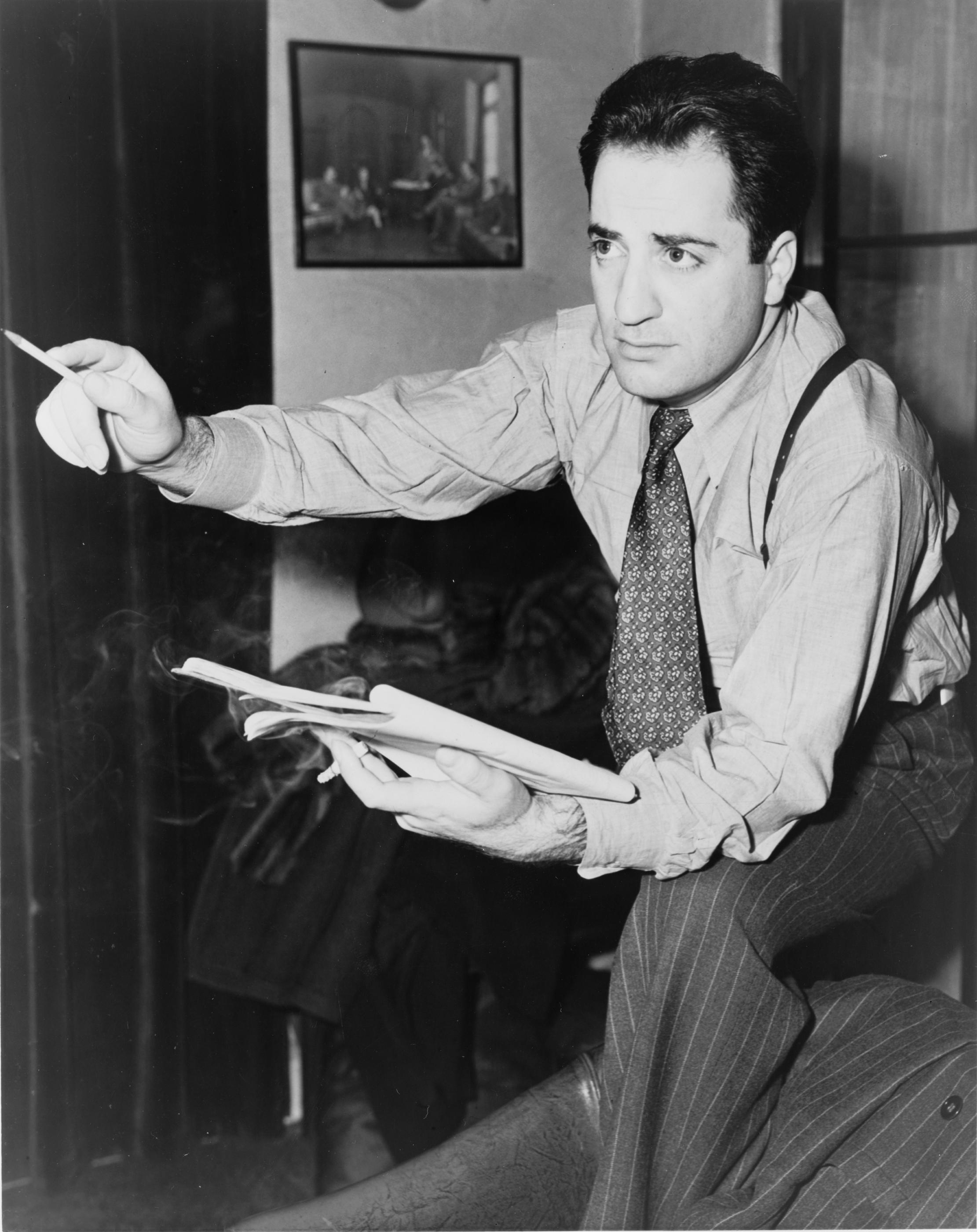
作家ウィリアム・サローヤン(1908-1981)没。

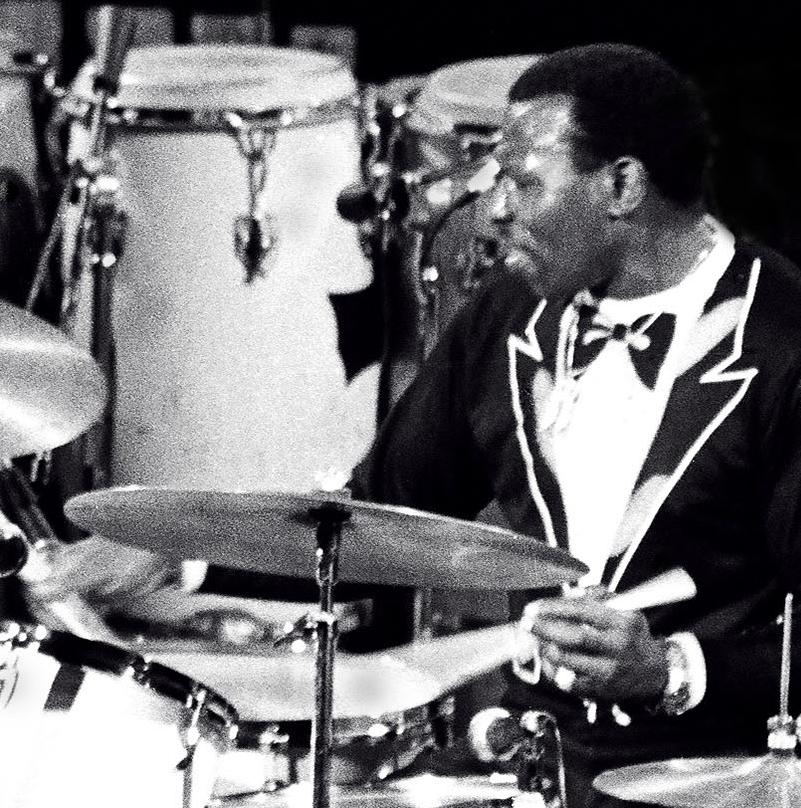
ジャズ・ドラマー、エルヴィン・ジョーンズ(1927-2004)没。

- 1220年（承久2年4月15日） - 禅暁、源頼家の子（* 生年不詳）
- 1424年（応永13年4月20日） - 摂取院殿、足利義満の娘（* 1406年）
- 1450年（景泰元年4月8日） - 世宗、第4代李氏朝鮮王（* 1397年）
- 1488年（長享2年4月7日） - 里見義実、武将（* 1412年）
- 1505年（永正2年4月15日） - 里見成義、安房国の戦国大名（* 1448年）
- 1526年（大永6年4月7日） - 後柏原天皇、第104代天皇（* 1464年）
- 1533年（天文2年4月24日） - 宗碩、連歌師（* 1474年）
- 1551年 - ドメニコ・ベッカフーミ、画家（* 1486年）
- 1584年（天正12年4月9日） - 池田恒興、戦国武将（* 1536年）
- 1584年（天正12年4月9日） - 森長可、戦国武将（* 1558年）
- 1584年（天正12年4月9日） - 池田元助、戦国武将（* 1559年）
- 1610年（慶長15年3月25日） - 中院通勝、公卿、歌人（* 1556年）
- 1675年 - ジャック・マルケット、イエズス会宣教師、探検家（* 1637年）
- 1701年（元禄14年4月11日） - 丹羽光重、第2代白河藩主、第4代二本松藩主（* 1622年）
- 1729年（享保14年4月21日） - 天一坊改行、天一坊事件首謀者（* 1699年）
- 1733年 - ゲオルク・ベーム、オルガン奏者（* 1661年）
- 1781年 - ホセ・ガブリエル・コンドルカンキ、コンドルカンキの反乱指導者（* 1742年）
- 1799年 - カロン・ド・ボーマルシェ、劇作家（* 1732年）
- 1800年 - アレクサンドル・スヴォーロフ、ロシア帝国大元帥（* 1729年）
- 1808年 - エライジャ・クレイグ、バーボン・ウイスキーを初めて醸造した人物（* 1738年）
- 1829年 - マリア・ホセファ・デ・サホニア、スペイン王フェルナンド7世の妃（* 1803年）
- 1855年 - ジョン・カンフィールド・スペンサー、アメリカ合衆国財務長官（* 1788年）
- 1871年 - エドゥアルト・ヴェーバー、解剖学者、生理学者（* 1806年）
- 1887年 - アウグスト・プフィッツマイアー、東洋学者（* 1808年）
- 1909年 - ジョージ・メレディス、小説家（* 1828年）
- 1909年 - イサーク・アルベニス、作曲家（* 1860年）
- 1910年 - ポーリーヌ・ガルシア＝ヴィアルド、アルト歌手、作曲家（* 1821年）
- 1911年 - グスタフ・マーラー、作曲家（* 1860年）
- 1912年 - エードゥアルト・シュトラースブルガー、植物学者（* 1844年）
- 1922年 - シャルル・ルイ・アルフォンス・ラヴラン、病理学者（* 1845年）
- 1941年 - ヴェルナー・ゾンバルト、経済学者、社会学者（* 1863年）
- 1947年 - ハル・チェイス、元プロ野球選手（* 1883年）
- 1952年 - 中井正一、美学者、評論家（* 1900年）
- 1958年 - 安田伊左衛門、日本中央競馬会会長（* 1872年）
- 1973年 - ジャネット・ランキン、女性初のアメリカ合衆国下院議員（* 1880年）
- 1973年 - アブラハム・シュロンスキー、詩人（* 1900年）
- 1975年 - ルロイ・アンダーソン、作曲家（* 1908年）
- 1979年 - 小野アンナ、ヴァイオリニスト（* 1898年）
- 1980年 - ハリー・R・トルーマン、セント・ヘレンズ山噴火の犠牲者（* 1896年）
- 1980年 - イアン・カーティス、ロック歌手（ジョイ・ディヴィジョン）（* 1956年）
- 1980年 - 木田高介、ミュージシャン（* 1949年）
- 1981年 - ウィリアム・サローヤン、小説家、劇作家（* 1908年）
- 1981年 - 大塚博堂、シンガーソングライター（* 1944年）
- 1981年 - 黒木貞男、元プロ野球選手（* 1935年）
- 1983年 - 綿谷雪、小説家、武術史研究家（* 1903年）
- 1985年 - ヒルディング・ルーセンベリ、作曲家（* 1892年）
- 1985年 - ヘドリー・ブル、元オックスフォード大学モンタギュー・バートン講座国際関係論教授（* 1932年）
- 1986年 - 岩瀬順三、実業家、ベストセラーズ創業者（* 1933年）
- 1989年 - ジェフリー・ギルバート、フルート奏者（* 1914年）
- 1989年 - 沼澤康一郎、元プロ野球選手（* 1930年）
- 1990年 - ジル・アイアランド、女優（* 1936年）
- 1995年 - ピート・ファンデカンプ、天文学者（* 1901年）
- 1995年 - エリザベス・モンゴメリー、女優（* 1933年）
- 1995年 - アレクサンダー・ゴドノフ、バレエダンサー、俳優（* 1949年）
- 1997年 - 松田毅一、歴史学者、京都外国語大学名誉教授（* 1921年）
- 1999年 - ベティ・ロビンソン、陸上競技選手（* 1911年）
- 1999年 - オーガスタス・パブロ、レゲエ・ダブのキーボーディスト（* 1954年）
- 2001年 - 野村実、軍事史学会会長（* 1922年）
- 2002年 - ヴォルフガング・シュナイダーハン、ヴァイオリニスト（* 1915年）
- 2002年 - デイビーボーイ・スミス、プロレスラー（* 1962年）
- 2003年 - 井上泉、政治家、元高知県稲生村（現南国市）村長（* 1916年）
- 2004年 - エルヴィン・ジョーンズ、ジャズ・ドラマー（* 1927年）
- 2004年 - 田中守、元プロ野球選手（* 1934年）
- 2006年 - 三堀家義、写真家（* 1921年）
- 2006年 - ギルバート・ソレンティーノ、小説家（* 1929年）
- 2006年 - 相沢進、元プロ野球選手（* 1930年）
- 2007年 - ピエール＝ジル・ド・ジェンヌ、物理学者、ノーベル物理学賞受賞者（* 1932年）
- 2008年 - 丸居幹一、運輸官僚、元新東京国際空港公団理事・エアーニッポン社長（* 1917年）
- 2008年 - 中島真人、自由民主党参議院議員（* 1935年）
- 2008年 - 大谷和夫、キーボーディスト、作曲家（SHŌGUN）（* 1946年）
- 2008年 - 田中千一、実業家、ランシステム創業者（* 1949年）
- 2008年 - 張飛、プロボクサー（* 1985年）
- 2009年 - ヴェルピライ・プラバカラン、タミル・イーラム解放のトラ指導者（* 1954年）
- 2009年 - ティライヤムパラム・シヴァネサン、タミル・イーラム解放のトラ海上部隊シー・タイガー司令官（* 1963年）
- 2010年 - エドアルド・サングイネーティ、詩人、小説家、劇作家、評論家、翻訳家（* 1930年）
- 2010年 - カリン・アイテン、フィギュアスケート選手（* 1956年）
- 2011年 - 阿部醒石、合気道家、書道家（* 1915年）
- 2011年 - 田村宏、ピアニスト、東京芸術大学名誉教授（* 1923年）
- 2011年 - 佐藤孝行、政治家、第20代総務庁長官（* 1928年）
- 2012年 - ディートリヒ・フィッシャー＝ディースカウ、バリトン歌手（* 1925年）
- 2012年 - 飯田正人、プロ雀士、最高位戦日本プロ麻雀協会名誉顧問（* 1949年）
- 2013年 - 南悳祐、経済学者、政治家、大韓民国第14代国務総理（* 1924年）
- 2013年 - 山田みづえ、俳人（* 1926年）
- 2013年 - ローター・シュミット、チェスプレーヤー（* 1928年）
- 2013年 - アレクセイ・バラバノフ、映画監督（* 1959年）
- 2014年 - ドブリツァ・チョシッチ、作家、ユーゴスラビア連邦共和国初代大統領（* 1921年）
- 2014年 - ゴードン・ウィリス、カメラマン、撮影監督（* 1931年）
- 2014年 - 魁傑將晃、元大相撲大関、第11代日本相撲協会理事長、年寄17代放駒（* 1948年）
- 2015年 - ハルドール・アウスグリムソン、政治家、元アイスランド首相（* 1947年）
- 2015年 - アルナ・シャンバグ、看護師（* 1948年）
- 2016年 - 林屋永吉、外交官（* 1919年）
- 2016年 - 箕浦宗吉、実業家、元日本銀行理事・名古屋鉄道社長（* 1927年）
- 2016年 - 伊藤ユミ、歌手（* 1941年）
- 2017年 - 小堀進[8]、実業家、小堀社長（* 1949年）
- 2017年 - 能見達也、俳優（* 1969年）
- 2019年 - 佐藤俊夫、会計学者、経済学者、元国士舘大学学長（* 1934年）
- 2019年 - マンフレート・ブルクスミュラー、サッカー選手、アメリカンフットボール選手（* 1949年）
- 2020年 - 加藤紀文、政治家（* 1948年）
- 2021年 - 金野靜一、歴史学者、教育者、元岩手県立博物館長（* 1924年）
- 2021年 - 若山弦蔵、声優、ナレーター、ラジオパーソナリティ（* 1932年）
- 2021年 - チャールズ・グローディン、俳優、コメディアン、プロデューサー（* 1935年）
- 2021年 - 前田浩、化学者、熊本大学名誉教授（* 1938年）
- 2021年 - フランコ・バッティアート、シンガーソングライター、作曲家、映画監督（* 1945年）
- 2022年 - 八代目杵屋彌吉、長唄三味線方（* 1939年）
- 2022年 - 平賀淳、カメラマン（* 1978年）
- 2023年 - 根井正利、集団遺伝学者、進化生物学者（* 1931年）
- 2023年 - ジム・ブラウン、アメリカンフットボール選手、俳優（* 1936年）
- 2023年 - ヘルムート・バーガー、俳優、モデル、ソーシャライト（* 1944年）
- 2023年 - 市川段四郎、歌舞伎役者（* 1946年）
- 2024年 - ジェロルド・ノースロップ・ムーア、音楽学者（* 1934年）
- 2024年 - パレ・ダニエルソン、ジャズ・ダブルベース奏者（* 1946年）

## 記念日・年中行事

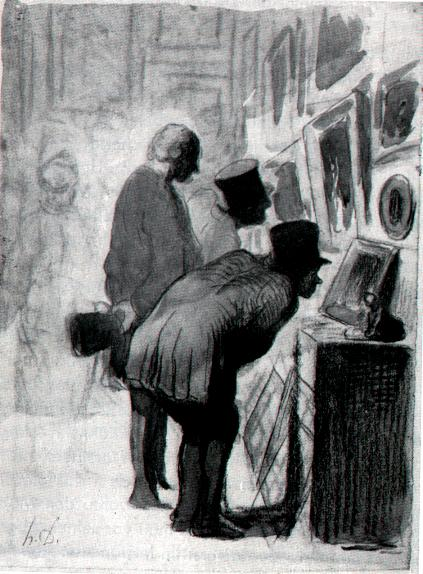
国際博物館の日

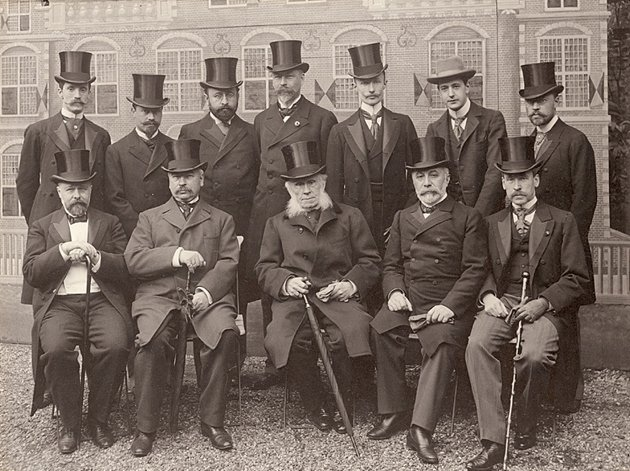
ハーグ平和会議開催(1899)。画像はロシア代表団

- 国際博物館の日（ 世界）
国際博物館会議（ICOM）が1977年に制定し、1978年から実施。
- 国際善意デー（ 世界）
1899年のこの日にオランダ・ハーグで第1回万国平和会議が開催されたことを記念。
- 世界エイズワクチンデー（英語版）（ 世界）
- ラス・ピエドラスの戦いの日（ ウルグアイ）
1811年のラス・ピエドラスの戦いでの革命軍の勝利を記念。
- 国旗の日（ ハイチ）
- 再生、統一、マフトゥムグルの詩の日（ トルクメニスタン）
- 独立記念日（ソマリランド）
- 18リットル缶の日（ 日本）
全国18リットル缶工業組合連合会が制定[9]。俗に一斗缶と呼ばれるこの容器が、戦後の一時期には「5ガロン缶」が呼ばれ、後に「18リットル缶」に統一され日本産業規格に定められる正式名称となったことから、この日を記念日とした。
- ファイバーの日（ 日本）
食物繊維に関する情報提供を行う学術団体「ファイバーアカデミア」が制定。「ファ（5=ファイブ）イ(1)バー(8)」の語呂合せ[10]。
- ことばの日（ 日本）
「こ(5)とば(18)」の語呂合せ[11]。
- こりを癒そう「サロンパス」の日（ 日本）
外用鎮痛消炎剤「サロンパス」を手がけ、貼る治療文化を世界へ届ける「久光製薬株式会社」が2015年に制定。「コ(5)リを癒(18)す」の語呂合せから[12]。